# Distrito de Gante
El Distrito de Gante (en neerlandés: Arrondissement Gent; en francés: Arrondissement de Gand) es el mayor de los seis distritos administrativos de la Provincia de Flandes Oriental, Bélgica. Posee la doble condición de distrito judicial y administrativo. El distrito judicial de Gante también comprende los municipios del vecino distrito de Eeklo.

## Historia
El distrito de Gante fue creado en 1800 como el primer distrito del antiguo  Departamento de Escaut (en neerlandés: Departement Schelde). Originalmente incluía los cantones de Deinze, Eeklo, Evergem, Gante, Kruishoutem, Lochristi, Nazareth, Nevele, Oosterzele, Waarschoot y Zomergem. 
En 1921, parte de Laarne y Kalken (ambas del distrito de Dendermonde) fueron incluidas en el distrito de Gante para la creación del nuevo municipio de Beervelde.

## Lista de municipios
- Aalter
- Deinze
- De Pinte
- Destelbergen
- Evergem
- Gavere
- Gante
- Knesselare
- Lochristi
- Lovendegem
- Melle
- Merelbeke
- Moerbeke
- Nazareth
- Nevele
- Oosterzele
- Sint-Martens-Latem
- Waarschoot
- Wachtebeke
- Zomergem
- Zulte

- Datos: Q90948